# Alfred Heller (Drucker)
Alfred Heller (hebräisch אלפרד הלר; geboren 8. September 1885 in München; gestorben 1. Mai 1956 in Jerusalem) war ein deutsch-israelischer Druckereiunternehmer.

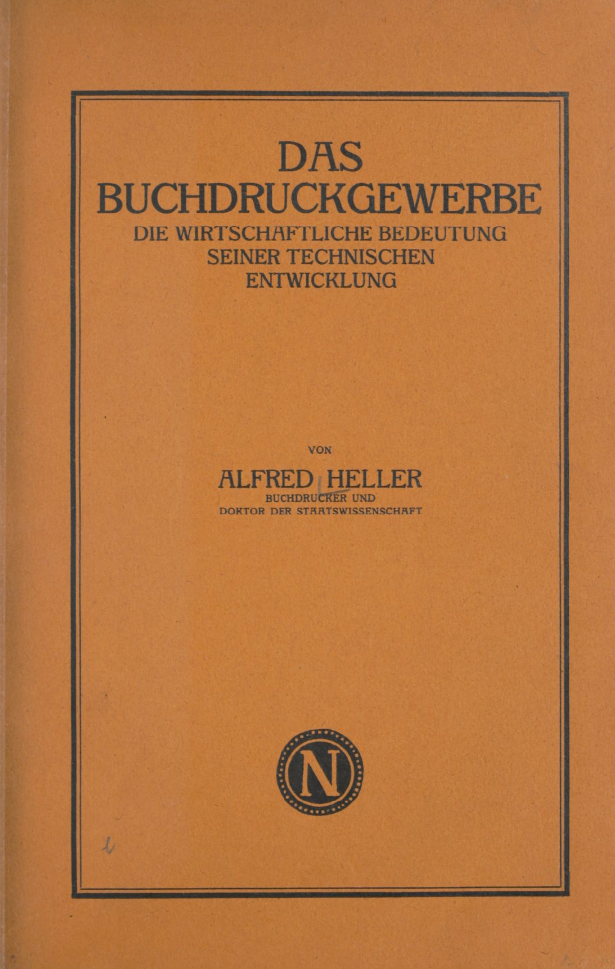
Dissertation (1911)

## Leben
Alfred Heller war ein Sohn des Buchdruckers Benno Heller, der seinen Druckereibetrieb in der Münchener Herzog-Max-Straße hatte. Heller verließ das Gymnasium mit der Mittleren Reife, um in den Familienbetrieb einzutreten. 1903/04 besuchte er das Buchdruckereitechnikum in Leipzig. Heller machte 1907 eine Fahrradtour in England und Wales und schrieb darüber im Hamburger Fremdenblatt.
Er wurde 1909 Juniorchef im Druckereibetrieb und studierte nebenher Staatswissenschaften in München und Tübingen, wo er 1911 mit einer Dissertation über die wirtschaftliche Bedeutung der technischen Entwicklung für das Buchdruckgewerbe promoviert wurde. Er heiratete 1911 Friedl Seligmann. Sie hatten eine Tochter, die ebenfalls das Druckerhandwerk erlernte.
Heller war während der ganzen Dauer des Ersten Weltkriegs Soldat, zuletzt im Rang eines Leutnants. Er übernahm 1920 die Leitung der Druckerei, in der er, selbst Mitglied im Central-Verein deutscher Staatsbürger jüdischen Glaubens, auch die zionistische Zeitung Das jüdische Echo und die Bayerische Israelitische Gemeindezeitung verlegte. Heller war 1928 Mitinitiator der „Meisterschule für Deutschlands Buchdrucker“ in München und lehrte an ihr als Dozent, er gründete 1928 die „Arbeitsgemeinschaft für buchgewerbliche Fortbildung“.
Nach der Machtübergabe an die Nationalsozialisten 1933 wurde Heller für eine Woche inhaftiert. Sein mittelständischer Betrieb wurde nun durch den Judenboykott wirtschaftlich behindert.
Seine Tochter heiratete Fritz Harburger, sie flohen 1935 nach Palästina,  und sie arbeitete dort als Druckerin. Heller besuchte sie 1937. Zurück in München wurde er 1938 Opfer der Novemberpogrome und wurde im Konzentrationslager Dachau inhaftiert, um ihn zur Auswanderung zu zwingen. Sein Betrieb, der zu der Zeit noch 65 Beschäftigte hatte, wurde arisiert, und Heller versuchte die Hemmnisse für die Emigration zu meistern. Erst nach Kriegsausbruch 1939 ergab sich eine Möglichkeit, auf der Donau Richtung Palästina zu reisen. Die Gruppe von 3500 Juden blieb aber im Winter 1939/40 schon in Bratislava hängen. Die Fahrt ging dann im September 1940 los, donauabwärts nach Tulcea, wo im November die drei hochseetauglichen Schiffe S.S. Pacific, S.S. Atlantic und S.S. Milos bestiegen wurden, über die Irrfahrt verfasste er später den autobiografischen Bericht Dr. Heller – Dr. Seligmanns Auswanderung I.
Die britische Mandatsmacht in Palästina internierte die Ankömmlinge im Lager Atlit und deportierte sie in die Kolonie Mauritius auf die Südhalbkugel der Erde, wo sie fünf Jahre in Internierungshaft ausharren mussten. 1942 veröffentlichte die Palestine Post einen Bericht Hellers über die Haftbedingungen, das Briefpapier dafür hatte er selbst hergestellt. Nach dem Kriegsende in Europa 1945 gestattete das Colonial Office die Übersiedlung, und Heller machte sich zu einer neuen Irrfahrt nach Palästina auf, wo kurz nach der Ankunft seine Frau starb.
Heller wohnte ab 1945 in Haifa und fand Arbeit in einer Druckerei. 1952 zog er mit der Familie seiner Tochter Rose Harburger nach Jerusalem und organisierte eine Seniorenwerkstatt, die Büttenpapier herstellte.

## Schriften (Auswahl)

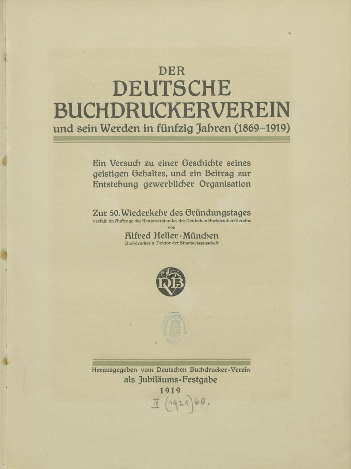
Festschrift (1919)

- Dr. Seligmanns Auswanderung : der schwierige Weg nach Israel. Hrsg. von Wolfgang Benz. München : Beck, 1990
- Das Buchdruckgewerbe : Die wirtschaftliche Bedeutung der technischen Entwicklung. München : B. Heller, 1911 Zugl.: Tübingen, Staatswiss. Diss.
- Die Organisation der Buchdruckerei. Leipzig : Poeschel, 1916
- Der deutsche Buchdruckerverein und sein Werden in fünfzig Jahren (1869–1919) : ein Versuch zu einer Geschichte seines geistigen Gehaltes, und ein Beitrag zur Entstehung gewerblicher Organisation; zur 50. Wiederkehr des Gründungstages. Hrsg. vom Deutschen Buchdrucker-Verein. Leipzig, 1919
- Das Technikum für Buchdrucker : eine Erziehungsidee und ihre Verwirklichung in 25 Jahren : Festschrift anläßlich des 25jährigen Bestehens des Technikums für Buchdrucker, Leipzig. Leipzig : Technikum für Buchdrucker, 1923